# François-Xavier Gbré
François-Xavier Gbré (Lilla, 1978) è un fotografo francese e ivoriano.

## Biografia
I suoi lavori si concentrano sul linguaggio dell'architettura in una prospettiva storica, come testimonianza della memoria e dei cambiamenti sociali. Ha fotografato i resti coloniali e i paesaggi ridefiniti dall'attualità, esplorando territori e rivisitando la storia.
Ha partecipato a numerose mostre internazionali e le sue opere sono entrate a far parte nelle collezioni di musei in primo piano, come il Centro Georges Pompidou di Parigi, che nel 2016 ha acquistato tre scatti della serie Tracks – La Piscine; lo Smithsonian Institution di Washington; la Société Générale in Francia; la Tate Modern di Londra; e dalla Collezione Walther a Ulma, in Germania.
Nel 2016 ha presentato un estratto della collezione Mali Militari al Pori Art Museum in Finlandia, all'interno dell'Crisis of Presence.
Ha presentato l'installazione Wo shi Feizhou/Je suis africain al Réenchantements, l'esposizione internationale della Biennale di Dakar.
Nel 2018 ha presentato il propri lavori alle mostre Cosmopolis # 1.5 a Chengdu al Centro Georges Pompidou di Parigi, Francia e alla Mao-Jihong Arts Foundation di Shanghai. Lo stesso anno ha presentato la mostra Landscape Photography Today presslo il Denver Art Museum e la mostra Metropoli africane: una città immaginaria, presso il MAXXI - Museo nazionale delle arti del XXI secolo di Roma.
Presso il Museo d'arte della provincia di Nuoro (MAN), ha presentato la mostra Sogno d'Oltremare, composta da fotografie sulle capitali dell'Africa occidentale, Abidjan, Bamako, Porto-Novo e Dakar, accostate a una serie di immagini commissionate direttamente dal MAN e realizzate dall'artista durante la sua residenza nell'Isola, grazie al supporto della Sardena Film Commission. Il museo sardo da allora conserva nella sua collezione permanente la raccolta Sardegna, composta da settanta scatti.
Nel 2020 ha ricevuto il Prix Découverte Louis Roederer al Festival Les Recontres de la Photographie di Arles, per l'esposizione Émergence, Abidjan, Côte d’Ivoire, 2013-2020, installazione di 57 fotografie di piccolo formato scattate ad Abidjan, in cui viene documentata l'evoluzione della città e dei suoi abitanti, catturando i dettagli di un'indagine approfondita del territorio urbano.

## Riconoscimenti
- Prix Découverte Louis Roederer (2020)